# Ян Сух
Ян Сух (пол. Jan Such; нар. 8 лютого 1948, Єдличі) — польський волейбольний тренер, колишній волейболіст. Протягом своєї тренерської кар'єри очолював, зокрема, львівський ВК «Барком-Кажани», «Ястшембський Венґель» (Ястшембе-Здруй).

## Життєпис
Народився 8 лютого 1948 року в місті Єдличах поблизу Коросна (Польща).
Грав за ряшівську «Ресовію» (Resovia Rzeszów SSA), французький ВК «Ґренобль».
102 рази представляв Польщу в офіційних матчах волейболу в 1970—1973 роках; зокрема, брав участь в Олімпійських іграх у Мюнхені (1972), чемпіонаті світу в Софії (1970, 5-е місце), чемпіонаті Європи в Мілані (1971, 6-е місце).
У 2003/2004 сезоні став першим тренером ряшівської «Ресовії» (у серії B), з якою здобув путівку до Польської ліги сітківки (волейболу; Polska Liga Siatkówki).
У сезоні 2011/2012 став тренером СК «Кампер» (Вишкув), з яким переміг у сезоні 2013/2014.
Із початку сезону-2015/2016 очолював львівський ВК «Барком-Кажани», під час першості залучав більше молодих гравців. Після завершення змагань покинув пост.

### Досягнення

#### Гравець
- чемпіон Польщі: 1971, 1972, 1974, 1975 (усі — у складі «Ресовії»).

#### Тренер
- чемпіон Польщі: 1998 («Мостосталь» Кендзежин-Козьле).

### Сім'я
Дружина — Беата.